# 巴基斯坦觀察家報
《巴基斯坦觀察家報》（英語：Pakistan Observer）為巴基斯坦歷史最悠久、閱讀最廣泛的英文日報之一。分別在伊斯蘭瑪巴德、卡拉奇、拉合尔、奎达、白沙瓦和穆扎法拉巴德六個城市出版 。
該報於 1988 年由資深記者扎希德·马利克創刊 ，他曾經得巴基斯坦第三等的榮譽平民勳章Sitara-i-Imtiaz勳章。現任的總編輯是創刊人的兒子费萨尔·扎希德·马利克。
報刊總部位於伊斯蘭瑪巴德 ，並在卡拉奇、拉合爾、白沙瓦和穆紮法拉巴德設有四個辦事處。該報的首席時事分析師為巴基斯坦前外交部長阿卜杜斯薩塔爾，其主要分析國際安全議題。
報紙涵蓋的主題涵蓋巴基斯坦的政治、國際事務、經濟、投資、体育和文化。 

## 歷史
1988年11月1日，在伊斯蘭瑪巴德首次出版，成為第一份在巴基斯坦首都出版的報紙。 
2019年，其在巴基斯坦受歡迎報紙的網路排名中名列第10位。

## 姊妹報紙
《社交日誌雜誌》（Social diary Magazine）：每周日出刊，內容涵蓋社論、訪談、時尚、食譜、評論、旅遊建議、和科技新聞。

## 外部連結
- 巴基斯坦观察家報官网 （页面存档备份，存于）